# Martin Rantzer
Lars Martin Rantzer, född 16 november 1966 i Åhus församling i Kristianstads län, är en svensk datavetare.

## Biografi
Rantzer har en civilingenjörsexamen i datateknik från Linköpings Tekniska Högskola samt en executive MBA från Handelshögskolan i Stockholm. Han är universitetslektor inom människa–datorinteraktion.[källa behövs]
Efter en kort tid vid Dataton AB började han 1991 vid Ericsson där han arbetade till 2003 med ett avbrott 1995-1996 då han var assisterande teknisk attaché vid Sveriges tekniska attachéer i San Francisco. I början av 1990-talet var han projektledare för utvecklingen av Delta-metoden. Det var den första svenska metoden för användarcentrerad systemutveckling. Den utvecklades av Jonas Löwgren, Pär Carlshamre, Karin Mårdsjö, Cecilia Bretzner och Martin Rantzer som ett samarbete mellan Ericsson och Linköpings universitet.[källa behövs]
Under tiden 2003-2016 var Martin Rantzer avdelningschef vid Totalförsvarets forskningsinstitut (FOI) i Linköping. Under 2016 till 2018 var han verkställande direktör för Rise SICS East AB, ett dotterbolag till Swedish Institute of Computer Science (SICS) och en del av forskningsinstitutet Rise. Han var under samma tid anställd vid Saab Aeronautics som projektledare inom Wallenberg AI, Autonomous Systems and Software Program (WASP). Sedan 2018 är Rantzer prefekt för Institutionen för teknik och naturvetenskap vid Linköpings universitet. Han är också campusråd (platschef) vid Campus Norrköping.[källa behövs]
Martin Rantzer är sedan 2006 ledamot av det teknisk-vetenskapliga rådet vid Inspektionen för strategiska produkter och sedan 2015 är han ledamot i styrelsen för Linköpings Tekniska Högskola.[källa behövs] Han invaldes som ledamot av Kungliga Krigsvetenskapsakademien 2007.

## Publikationer i urval
- Rantzer, M. (1996). The Delta Method - A Way to Introduce Usability. Field Methods Casebook for Software Design, D. Wixon and J Ramey
- Karat J., Atwood M., Dray S., Rantzer M., Wixon D. (1996). User centered design: quality or quackery? CHI '96: Conference Companion on Human Factors in Computing Systems
- Rantzer, M. (1997). Mind the Gap: Surviving the Dangers of User Interface Design. User Interface Design: Bridging the Gap from Requirements to Design, L. Wood and R Zeno
- Carlshamre, P., Rantzer, M. (2001). Dissemination of Usability: Failure of a success story. ACM interactions, 8(1):31--41.
- Hörberg,T. (2017). Sverige - värt att skydda. Utgiven av Kungl Krigsvetenskapsakademien ISBN 978-91-88581-00-6
- Olofsson, M. (2017). Det digitaliserade försvaret - Teknikutvecklingens påverkan på försvarsförmågan. Utgiven 2017 av Kungl Krigsvetenskapsakademien ISBN 978-91-88581-02-0